# Jana Caniga
Jana Caniga (* 1960 in Bratislava, Tschechoslowakei) ist eine schweizerisch-grenadische Fernsehjournalistin und Tourismus-Unternehmerin.

## Leben und Wirken
1968 kam Jana Caniga als Flüchtling mit ihren Eltern aus der Tschechoslowakei in die Schweiz. Nach der Matur liess sie sich zur Sekundarlehrerin ausbilden und wechselte dann in den Journalismus zu Schweizer Radio DRS. 1998 heiratete sie den St. Galler Unternehmer Ruedi Strässle. Die Ehe wurde ein Jahr später geschieden. 2011 heiratete sie ein zweites Mal.
Schweizweit bekannt wurde Jana Caniga, als sie 1990 zum ersten Moderatorenteam der neugegründeten Newssendung 10vor10 des Schweizer Fernsehens SRF gehörte, die sie von 1994 bis 1997 leitete. 1995 startete die Boulevardzeitung Blick eine Kampagne gegen Caniga, unter anderem weil 10vor10 zu feministisch sei. Die Sendung reagierte mit einer Satire über die Boulevardpresse, was deren Kampagne nochmals Schub verlieh. Fernseh-Ombudsmann Arthur Hänsenberger hiess eine Beschwerde gegen den Beitrag gut und kritisierte die «Überreaktion» und «persönliche Rache» der 10vor10-Macher.
Nach ihrem Abschied von 10vor10 absolvierte Caniga an der Universität St. Gallen ein berufsbegleitendes Management-Studium. 1999 berief der Migros-Konzern sie zur Leiterin der «Direktion Kultur und Soziales», womit sie für das Kulturförderungsprogramm «Migros-Kulturprozent» verantwortlich war. Dort startete sie die Förderung von Postproduktionen im Bereich Film und initiierte das Festival «m4music».
2003 übernahm sie ein Restaurant in Wetzikon. 2006 wanderte sie in die Karibik aus, wo sie mit ihrem Partner Dieter Burkhalter einen Jachthafen plante und dann ein Ferienresort aufbaute. Den Aufbau und die Schwierigkeiten präsentierte das Schweizer Fernsehen in Patrick Schellenbergs Dokumentarfilm Stress im Paradies – Jana Caniga ankert in der Karibik. 2014 schrieb die Schweizer Illustrierte, von den 12 Millionen, die in der 16 Quadratkilometer grossen Anlage investiert seien, stamme das meiste aus der Familie von Dieter Burkhalter, dem ehemaligen Konzernchef der Belimo Automation AG. Caniga erwarb die grenadische Staatsbürgerschaft und ist seit 2015 Honorarkonsulin für die Schweiz.